# LS IV-14 116
LS IV-14 116 är en ensam stjärna belägen i den södra delen av stjärnbilden Vattumannen. Den har en skenbar magnitud av ca 12,93 och kräver ett kraftfullt teleskop för att kunna observeras. Baserat på parallax enligt Gaia Early Data Release 3 på ca 2,34 mas beräknas den befinna sig på ett avstånd av ca 2 000 ljusår (ca 600 parsec) från solen. Tillsammans med stjärnorna HE 2359-2844 och HE 1256-2738 bildar LS IV-14 116 en grupp stjärnor som kallas tungmetallsubdvärgar. Dessa tros vara stjärnor som drar ihop sig till den förlängda horisontella grenen efter en heliumblixt och utstötning av deras atmosfär vid spetsen av den röda jättegrenen.

## Egenskaper

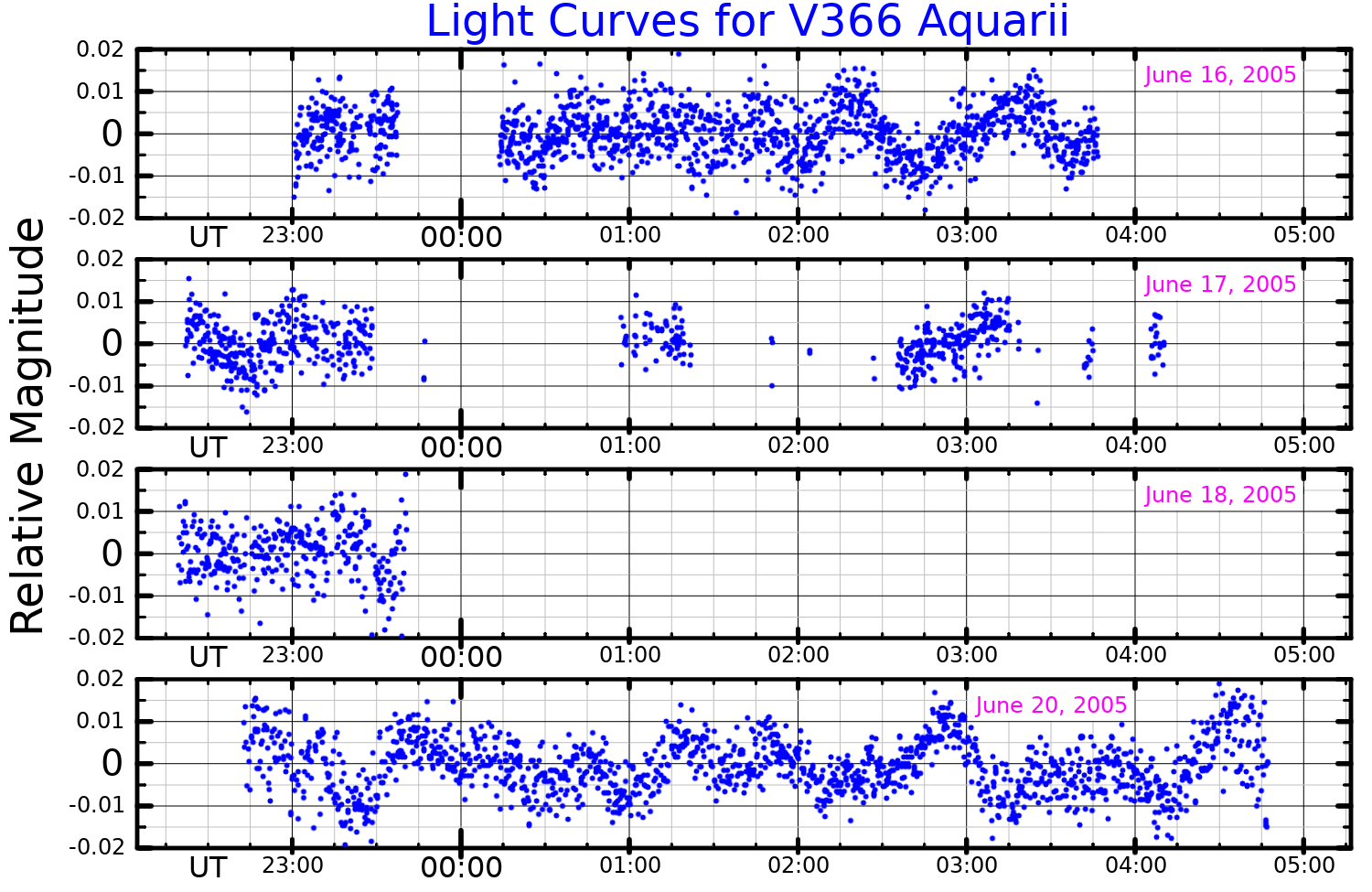
Ljuskurva för V366 Aquarii anpassad från Jeffery (2011)

LS IV-14 116 är en blå till vit subdvärgstjärna av spektralklass sdB0.5VIIHe18 Den har en massa av ca 0,38 solmassa, en radie av ca 0,12 solradie och utsänder energi från dess fotosfär motsvarande ca 21 gånger solen vid en effektiv temperatur av ca 35 000 K.
Amir Ahmad och C. Simon Jeffery upptäckte 2004 att stjärnan är en variabel stjärna och publicerade sin upptäckt 2005. De upptäckte två pulseringsperioder, 1 950 och 2 900 sekunder. Stjärnans atmosfär innehåller 10 000 gånger mer zirkonium (per massenhet) än solens och den har också mellan 1 000 och 10 000 gånger mera strontium, germanium och yttrium än solen. Tungmetallerna tros finnas i molnlager i atmosfären där jonerna i varje metall har en speciell opacitet som tillåter strålningslevitation för att balansera gravitationell sedimentering.